# فوکر دی.۱۱
فوکر دی. ۱۱ (انگلیسی: Fokker D.XI) یک هواپیمای ساخت فوکر است.